# Heavenly Mountain Resort

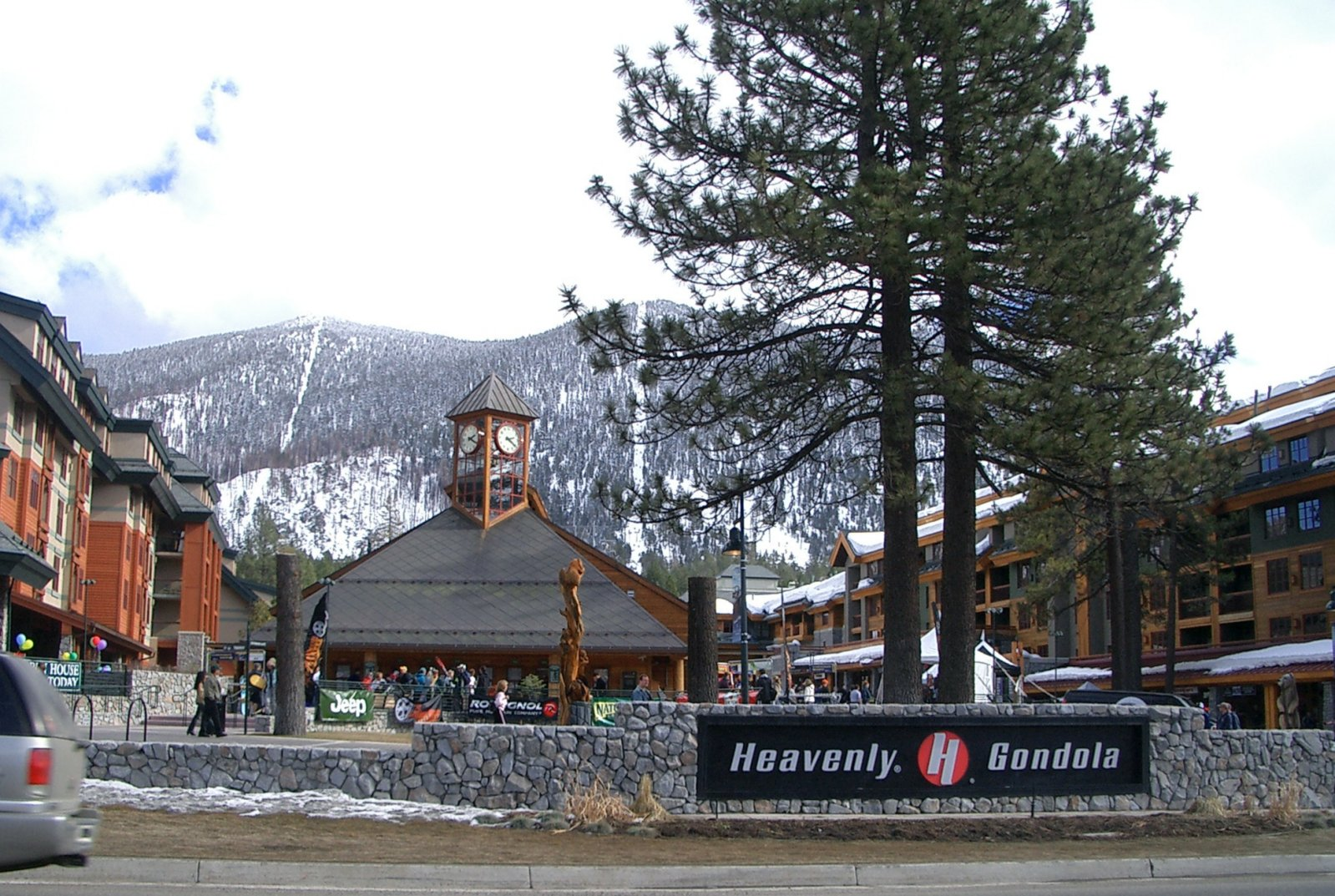
Basisstation van de gondelbaan aan de oever van Lake Tahoe die skiërs naar het skigebied voert

Heavenly Mountain Resort is een wintersportgebied op de grens tussen de Amerikaanse staten Californië en Nevada in de omgeving van Lake Tahoe. Heavenly is een van de grootste skigebieden in de Verenigde Staten en het grootste rond Tahoe. Heavenly omvat zo'n 1900 ha land waarvan ongeveer 33 procent toegankelijk is voor skiërs. Heavebly staat op de 79e plaats in de lijst van de 100 grootste aaneengesloten skigebieden wereldwijd, gemeten aan de hand van 10 criteria. Met naar schatting 1 miljoen skiërs per jaar, bevindt het gebied zich op een gedeelde 54e plaats wereldwijd van drukstbezochte wintersportgebieden. Met een maximumhoogte van 3068 m is Heavenly bovendien het hoogste skigebied van de Tahoe-regio.
Jaarlijks valt er gemiddeld 910 centimeter sneeuw in Heavenly. Daarenboven beschikt het gebied over een van Amerika's grootste systemen om artificiële sneeuw te maken. Het gebied is gebruikelijk geopend voor skiërs van november tot april of mei.
De Amerikaanse volksvertegenwoordiger Sonny Bono overleed in 1998 aan de gevolgen van een ski-ongeluk in dit wintersportgebied.
Heavenly wordt uitgebaat door Vail Resorts, dat ook onder meer Kirkwood en Northstar California exploiteert.